# Notre-Dame-de-la-Rouvière
Notre-Dame-de-la-Rouvière är en kommun i departementet Gard i regionen Occitanien i södra Frankrike. Kommunen ligger i kantonen Valleraugue som tillhör arrondissementet Le Vigan. År 2015 hade Notre-Dame-de-la-Rouvière 417 invånare.

## Befolkningsutveckling
Antalet invånare i kommunen Notre-Dame-de-la-Rouvière
Referens:INSEE